# Finnjet
Die Finnjet war ein Gasturbinenschiff, das zuletzt bis September 2005 auf der Ostsee zwischen Rostock und Sankt Petersburg verkehrte. Sie verfügte über einen verstärkten Rumpf und eine entsprechende Antriebsanlage (höchste Finnisch-Schwedische Eisklasse 1A Super). Von der finnischen Reederei Finnlines für den Dienst zwischen Deutschland und Finnland konzipiert, begann ihre Karriere im Jahr 1977. 1986 fuhr das Schiff für die Finnjet Line. Durch mehrfache Änderung der Eigentumsverhältnisse wechselte die Finnjet 1987 in die Flotte der Silja Oy Ab. Mit einer maximalen Geschwindigkeit von 33 Knoten (knapp 61 km/h) war sie die schnellste konventionelle Fähre der Welt.
Das in der Wärtsilä-Werft in Helsinki fertiggestellte Schiff bot 1686 Passagieren und fast 400 Pkw Platz. 565 Kabinen mit 1550 Betten standen zur Verfügung. Das Schiff war 215 Meter lang, 25 Meter breit und war mit 32.975 BRZ vermessen.
Auf der später befahrenen Route von Rostock nach St. Petersburg benötigte die Finnjet für die Überfahrt mit einem Zwischenstopp in Tallinn 36 Stunden.

## Geschichte
Ursprünglich wurde die Finnjet von 1977 bis 1997 auf der Strecke Travemünde–Helsinki eingesetzt. Hier erreichte man dank der hohen Geschwindigkeit eine Halbierung der Fahrzeit gegenüber ihren Vorgängerschiffen auf 22 Stunden. Das Schiff hatte eine eingebaute Wechselcontaineranlage, mit der die Lade- und Hafenliegezeit auf zwei Stunden reduziert wurde. Dadurch war es möglich, mit nur einem Schiff einen fahrplanmäßigen Umlauf zwischen Travemünde und Helsinki im 48-Stunden-Rhythmus zu erreichen. Besonders im Winter erwies sich der teure Antrieb aber als nicht wirtschaftlich, daher baute man zusätzlich zu den Gasturbinen in Amsterdam 1981 Dieselmaschinen ein, die auch die langsameren Winterfahrten profitabler gestalten sollten.
Durch die Öffnung des „Eisernen Vorhangs“ wurden in Finnland Kurzkreuzfahrten in die estnische Hauptstadt Tallinn beliebt, was 1997 zu einer Änderung der Finnjet-Route führte: Beförderte man im Sommer weiter Touristen auf der schnellen Verbindung Deutschland–Finnland, so wurde ab 1997 im Winter Helsinki–Tallinn bedient.
Ab Juni 1999 wurde in Deutschland statt Travemünde der Hafen von Rostock angelaufen und Tallinn als Zwischenstopp in den Fahrplan aufgenommen. Durch den Wegfall der Regelungen für den Duty-free-Einkauf auf Strecken innerhalb der EU, eine grundsätzlich veränderte Marktsituation (u. a. bedingt durch neue Konkurrenz, aber auch durch Verlagerung von Reisewegen auf Billigfluggesellschaften) und steigende Treibstoffkosten wurde die Strecke unrentabel und durch die neue, langsamere Verbindung ins Baltikum und nach Russland ersetzt.
Der Liniendienst auf der Ostsee wurde von der Silja Line wegen unbefriedigender Betriebsergebnisse und finanzieller Schwierigkeiten des Mutterkonzerns im September 2005 eingestellt.

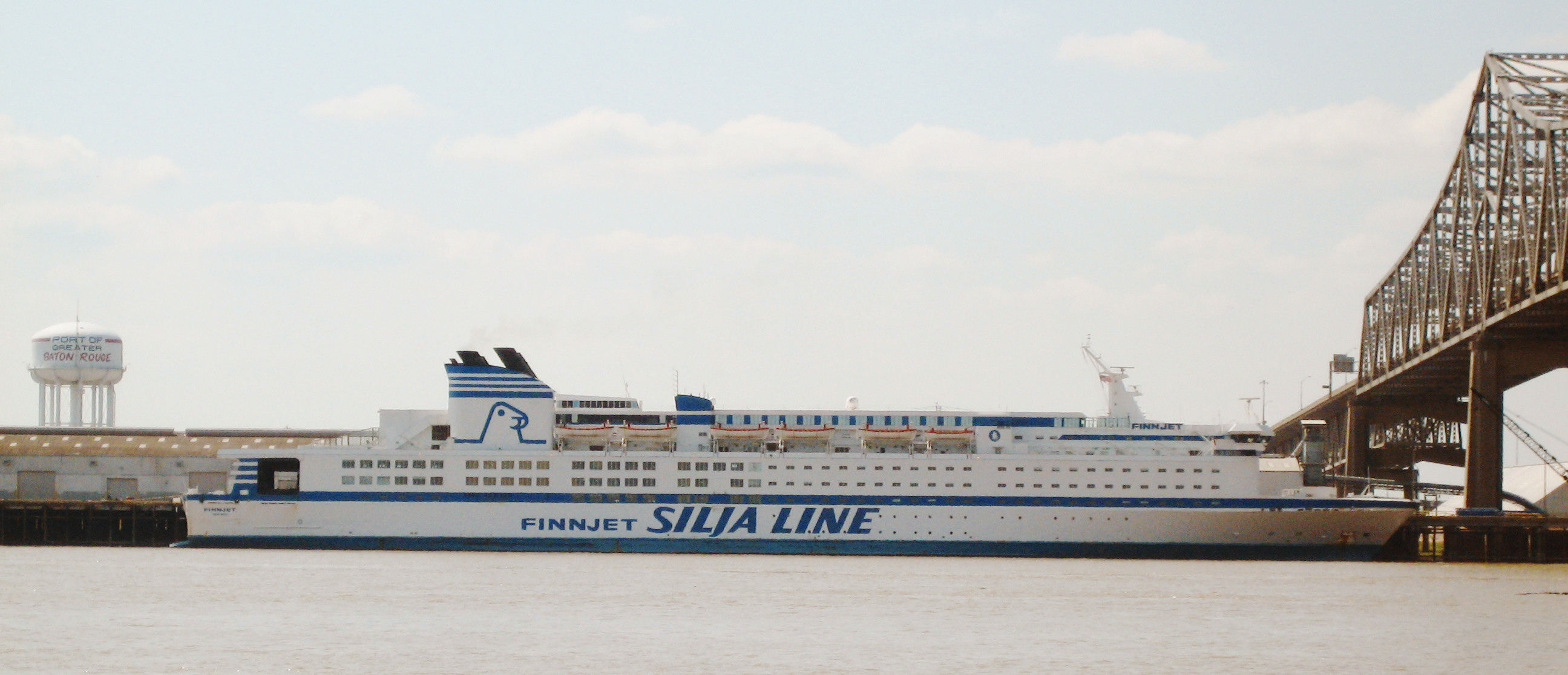
Die Finnjet in Louisiana

Im Zusammenhang mit dem Hurrikan Katrina wurde die Finnjet schließlich von der Louisiana State University in Shreveport angemietet. Sie lag zwischen Oktober 2005 und Juni 2006 vertäut an einer Pier im Hafen von Baton Rouge, Louisiana, im Mississippi River und diente als Notunterkunft für die medizinische Fakultät. SeaContainers verkaufte im Juni 2006 ihre Anteile an der Silja Line an die estnische Tallink-Gruppe, behielt aber einige Schiffe aus der Silja-Flotte, um sie separat zu verkaufen; darunter auch die Finnjet.

## Das Ende
Die Finnjet wurde Ende Dezember 2007 für rund 11 Millionen US-Dollar an die niederländische Reederei Club Cruise verkauft und am 16. Januar 2008 in Da Vinci umbenannt. Die Da Vinci verließ Freeport am 25. Januar 2008 in Richtung Genua. Nach einem Zwischenstopp vom 7. bis 11. Februar in Gibraltar traf sie am 18. Februar in Genua ein. Der Plan, sie in ein Kreuzfahrtschiff umzubauen, wurde auf Grund finanzieller Schwierigkeiten der niederländischen Reederei nicht mehr umgesetzt. Ein Weiterverkauf zum Einsatz als Kasinoschiff scheiterte ebenfalls.
Anfang Mai 2008 wurde bekannt, dass die Da Vinci für 9,85 Millionen US-Dollar zum Abwracken an ein Unternehmen nach Indien verkauft wurde.
Der auf den Marshallinseln registrierte türkischen Schiffsmakler Maritim Services & Trading Ltd. (MSK) gab bekannt, dass zwei seiner Kunden Angebote vorgelegt hätten und diese mit dem indischen Unternehmen verhandelten. Das eine Angebot sah vor, dass das Schiff auf dem Roten Meer zwischen Dschidda in Saudi-Arabien, Suez in Ägypten und Port Sudan verkehrt. Das andere Angebot sah einen Einsatz im Mittelmeer zwischen Ghazaouet in West-Algerien und Sète in Frankreich vor.
Das Schiff verließ Genua am 6. Mai mit Ziel Dschidda. Am 24. Mai 2008 meldete US Shipbrokers, dass die Da Vinci in Kingdom (unter panamaischer Flagge) umbenannt wurde und am 25. Mai Dschidda Richtung Indien verlässt. Am 27. Mai wurde die Kingdom außerhalb von Dschidda wegen weiterer Verhandlungen gestoppt. Eine Investorengruppe aus Turku bemühte sich, das Schiff zu erwerben und nach Finnland zu überführen. Auf einer inoffiziellen Fansite wurden mögliche Spendengelder bzw. Investitionsgelder für die Zukunft der Finnjet gesammelt. Seeleute erklärten sich auf der Seite bereit, die Finnjet ohne Entlohnung nach Finnland zu überführen.
Die Kingdom erreichte am 13. Juni 2008 das indische Alang, wo das Schiff am 19. Juni auf den Strand gesetzt wurde.
Nach Aussage der indischen Abwracker hätte das Schiff aus der aktuellen Position noch immer schadlos zurück in tiefere Gewässer gezogen werden können. Da auch mit der Demontage der Inneneinrichtung noch nicht begonnen worden war, gab es immer noch Bemühungen, hauptsächlich in Finnland, die Finnjet für die Nachwelt zu erhalten.
Konkret war die Initiative „Pro Finnjet“ in Turku. Das Schiff sollte dort im Hafen mit einem kombinierten Nutzungskonzept erhalten bleiben. Geplant war, einen Großteil der Kabinen als Studentenwohnheim zu verwenden. Zu dieser Zeit gab es zahlreiche Spekulationen in Bezug auf den aktuellen Zustand des Schiffes. Um diesbezüglich Klarheit zu schaffen und auch die Möglichkeiten einer Wiederflottmachung zu untersuchen, wurde am 21. August 2008 ein dreiköpfiges Expertenteam nach Indien entsandt.
Am 12. September 2008 gab „Pro Finnjet“ bekannt, dass alle Bemühungen, das Schiff zu retten, gescheitert seien. Noch am selben Tag begannen in Indien die Abbrucharbeiten des Rumpfes.

## Trivia
Polizeiruf 110: Big Band Time wurde 1990 teilweise auf der Finnjet gedreht.
Im Jahr 1992 wurden auf der Finnjet Teile einer Folge von Löwenzahn (Folgennummer Produktion 108, Peter auf hoher See) gedreht.
Die Finnjet wurde 1977 als Lego-Bausatz (Nr. 1575) umgesetzt.